# Kojaske saltsjö
Kojaske saltsjö (ukrainska: Кояське озеро) är en periodisk saltsjö längs sydkusten av Kertjhalvön på Krimhalvön. Den är omkring fyra kilometer lång och två kilometer bred och skild från Svarta havet med en smal landremsa. Sjön är känd för sin rosa till scharlakansröda färg som varierar med årstiden och ljuset och beror på mikroskopiska alger och små kräftdjur i vattnet.
Vattendjupet varierar med årstiden, men är aldrig mer än en meter. När vattennivån är som högst blir ett landområde i sjön avskuret av vattnet och blir en ö. När vattnet avdunstar bildas saltkristaller med en doft av viol på stranden och stenarna. 

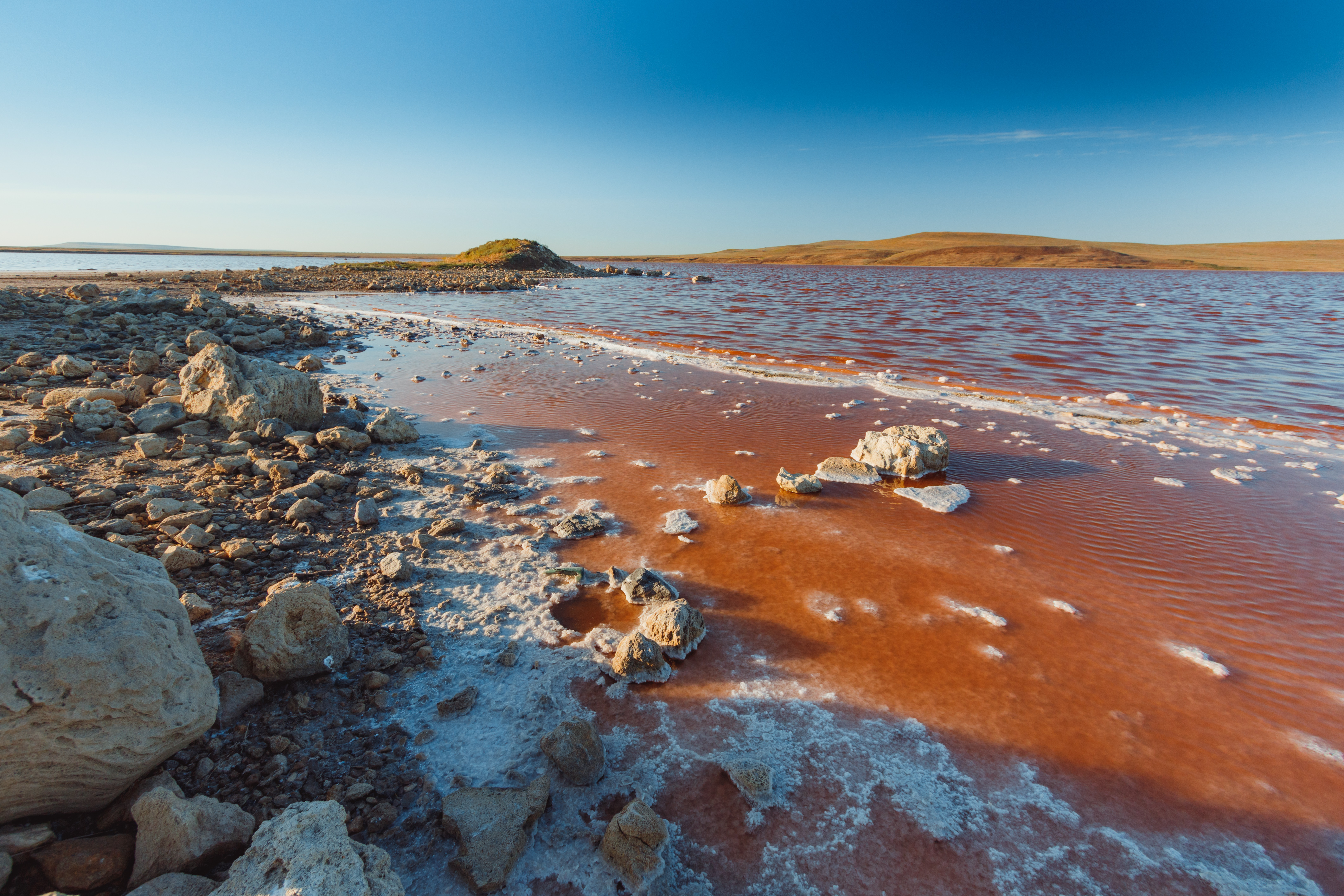
Saltsjön på sommaren.

Sjöns vatten anses ha hälsobringande egenskaper och det  utnyttjas av lokalbefolkningen, men den är ingen turistdestination.